# オトナの!
『オトナの!』は、TBSテレビにて2012年1月11日から2016年6月30日まで放送されたトークバラエティ番組。

## 番組概要
当該番組のMCである、いとうとユースケが「オトナになり切れない」大人として、「オトナとは何か?」をコンセプトにゲストと考えて行くトーク番組。2012年1月11日に放送が開始。一時期駆け出しの女性タレントのロケ企画による『オトナの!調査隊』というミニコーナーも存在した。2014年2月27日放送分から、YouTubeにて番組を配信開始。2016年6月30日、番組放送が終了。その後、1ヶ月のブランクを挟み、放送媒体をAbemaTVに変更し、『せいこうユースケトーク!』が開始。

## 出演者
- いとうせいこう
- ユースケ・サンタマリア

## 放送時間
※特番などで放送時間変更の場合あり。
| 期間       | 期間       | 放送時間（日本時間）                  | 備考                                                                   |
| ---------- | ---------- | ------------------------------------- | ---------------------------------------------------------------------- |
| 2012.1.12  | 2013.3.28  | 木曜日1:55 - 2:25（水曜深夜、以下同） |                                                                        |
| 2013.4.4   | 2014.3.27  | 木曜日1:58 - 2:28                     | ミニドラマ『永沢君』放送に伴い3分繰り下げ                              |
| 2014.4.3   | 2015.10.15 | 木曜日1:46 - 2:16                     | 12分繰り上げ                                                           |
| 2015.10.22 | 2016.3.31  | 木曜日1:31 - 2:01                     | 『水ドラ!!』枠開始に伴い15分繰り上げ                                   |
| 2016.4.7   | 2016.6.30  | 木曜日1:55 - 2:25                     | 『NEWS23』枠拡大等により24分繰り下げとなり、放送開始時の時間帯に戻る。 |

## これまでのゲスト
- 福田雄一、マギー、ムロツヨシ（2012年1月11日、18日、25日放送）
- 河村隆一、高須光聖（2012年2月1日、8日放送）
- 戸田恵梨香、神木隆之介（2012年2月15日、22日放送）
- 川村真司（2012年2月29日放送）
- トータス松本、竹内鉄郎（2012年3月7日、14日、21日放送）
- 竜雷太、堤幸彦（2012年3月28日、4月4日、11日放送）
- 電気グルーヴ（2012年4月18日、25日、5月2日放送）
- 石川直樹、坂口恭平（2012年5月9日、16日、23日放送）
- みうらじゅん、松久淳（2012年5月30日、6月6日、7月11日放送）
- KREVA、須藤元気（2012年6月17日、27日、7月14日放送）
- 桑田佳祐（2012年7月18日放送）
- 三木孝浩、上田誠、松居大悟（2012年7月25日、8月1日放送）
- 六角精児、三宅弘城（2012年8月8日、15日放送）
- RHYMESTER、枡野浩一（2012年8月22日、29日、9月26日放送）
- 後藤正文、TOSHI-LOW（2012年9月12日、19日放送）
- 本谷有希子、比嘉愛未（2012年10月3日、10日放送）
- 杉作J太郎、劔樹人（2012年10月17日、24日放送）
- Chara、七尾旅人（2012年10月31日、11月7日放送）
- 本田直之、道尾秀介、森田恭通（2012年11月14日、21日放送）
- 藤本恭史（2012年11月8日放送）
- 三池崇史、遠藤憲一（2012年12月5日、12日放送）
- 奥田民生、YO-KING、桜井秀俊（2012年12月19日、2013年1月9日放送）
- 見城徹、秋元康、小山薫堂（2013年1月23日、30日放送）
- 会田誠、島田雅彦（2013年2月27日、3月6日放送）
- 岡村靖幸、水道橋博士（2013年3月20日、27日、4月3日放送）
- ケラリーノ・サンドロヴィッチ、大倉孝二（2013年4月10日、17日、24日放送）
- 浅野いにお、吉田豪（2013年4月24日、5月1日、8日放送）
- PUFFY（2013年5月22日放送）
- 加瀬亮、濱田岳（2013年5月29日、6月5日放送）
- 水野和敏、山本豊津（2013年6月12日、26日放送）
- 片桐仁、西田征史（2013年7月10日、17日放送）
- 大木伸夫（ACIDMAN）、雅-MIYAVI-（2013年7月24日、31日、8月7日放送）
- 小林薫、大森南朋（2013年8月21日、28日放送）
- スピッツ（2013年9月4日、11日放送）
- 要潤、カンニング竹山（2013年9月18日、25日放送）
- 水道橋博士、園子温（2013年10月2日、30日放送）
- サンボマスター（2013年10月9日、23日放送）
- の子（神聖かまってちゃん）、堀江貴文（2013年11月6日、13日放送）
- 澤穂希、ナオト・インティライミ（2013年11月20日、12月4日放送）
- 中村佑介、西野亮廣（キングコング）（2013年12月11日、2014年1月8日、4月2日放送）
- 黒夢、小木博明（おぎやはぎ）（2014年1月15日、29日放送）
- 鈴木敏夫、久石譲、藤巻直哉（2014年2月5日、12日、19日放送）
- 曽我部恵一、ホフディラン（2014年2月26日、3月5日放送）
- 猪子寿之、岸博幸（2014年3月12日、26日放送）
- THE BAWDIES（2014年5月7日、6月25日放送）
- 田口トモロヲ、清水ミチコ（2014年5月14日、21日放送）
- 中田英寿（2014年5月28日、7月2日放送）
- EGO-WRAPPIN'、PUSHIM（2014年6月4日放送）
- 星野源、ハマ・オカモト（2014年6月11日、18日、8月27日放送）
- 筒井康隆、中川翔子（2014年7月9日、16日放送）
- 紀里谷和明、蜷川実花（2014年7月23日、30日、8月6日放送）
- レキシ、秦基博（2014年8月13日、20日放送）
- INORAN、金子ノブアキ（2014年9月3日、10日放送）
- 鈴木杏、中村中、山内圭哉（2014年9月17日、10月15日放送）
- 石毛輝（the telephones）、ホリエアツシ（ストレイテナー）（2014年10月22日、29日放送）
- 笹野高史、津川雅彦（2014年11月5日、12日放送）
- 増田セバスチャン、渡辺俊美（TOKYO No.1 SOUL SET）（2014年11月19日、26日放送）
- ムーンライダーズ（2014年12月10日放送）
  - ※『特別版 ムーンライダーズがなくちゃ生きていけない! "I can't live without MOONRIDERS"』として放送。
- 木村カエラ、三浦康嗣（2014年12月17日、24日放送）
- 中村獅童、服部隆之、山本耕史（2015年1月7日、14日、21日放送）
- 福田雄一、マギー、池田成志、ムロツヨシ、貴水博之、松下優也（2015年1月21日放送）
- 大谷ノブ彦（ダイノジ）、マキタスポーツ（2015年1月28日、2月4日放送）
- 浦沢直樹、小室哲哉（2015年2月11日、18日、25日放送）
- 畑正憲、西畠清順（プラントハンター）（2015年3月4日、11日放送）
- 山田孝之、谷川じゅんじ（2015年4月1日、8日放送）
- 押井守、本広克行（2015年5月6日、13日、20日放送）
- 坂本美雨（2015年5月27日放送）
- 伊勢谷友介、SABU（2015年6月3日、10日放送）
- 降谷建志、TAKUMA（10-FEET）（2015年6月17日、24日、7月1日放送）
- 北川フラム、津田大介（2015年7月8日、15日放送）
- 高橋幸宏、テイ・トウワ（2015年7月29日、8月5日放送）
- 三上博史、行定勲（2015年8月26日、9月9日、9月30日放送）
- 岸田繁（くるり）、小山宙哉（2015年9月16日、9月23日放送）
- 麻生川静男（リベラル・アーツ研究家）、仲木竜（計算生物学者）（2015年10月7日、14日放送）
- ハナレグミ、近藤良平（コンドルズ）（2015年10月21日、28日放送）
- 細野晴臣、斉藤和義（2015年11月4日、11日、12月23日放送）
- 和田唱（TRICERATOPS）、澤本嘉光（2015年11月25日、12月2日放送）
- 安野光雅、光嶋裕介（2015年12月9日、16日放送）
- スガシカオ、増子直純（怒髪天）（2016年1月20日、27日、2月3日放送）
- 宮本亜門、鈴木亮平（2016年2月17日、3月9日、3月16日放送）
- METAFIVE（小山田圭吾、砂原良徳、LEO今井）（2016年2月24日、3月3日放送）
- 佐野元春（2016年3月16日、3月23日、4月13日放送）
- 大杉漣、石井岳龍（2016年3月30日、4月6日放送）
- 矢野顕子、挾土秀平（2016年4月20日、27日、5月4日放送）
- 大森靖子、江口寿史（2016年5月11日、18日、25日放送）
- 松岡正剛（2016年6月1日、8日放送）

## オトナの！プレイリスト
ゲストが選曲したプレイリストは、AWAにて公開されている。
| ゲスト         | 放送日        | プレイリスト                                                                   |
| -------------- | ------------- | ------------------------------------------------------------------------------ |
| NOISEMAKER     | 2016年5月25日 | 「キー」「イマジネーションとエッセンス」                                       |
| BRADIO         | 2016年6月1日  | 「勝負しに行く時に」「大切な人と一緒に」                                       |
| やついいちろう | 2016年6月8日  | 「ずっと繰り返し聴いてる曲 邦楽編」「ずっと繰り返し聴いてる曲 洋楽イギリス編」 |
| 黒猫チェルシー | 2016年6月15日 | 「眠れない夜に聴きたい子守唄」「タイムカプセルに入れたい黒猫チェルシーの曲」   |
| AK-69          | 2016年6月22日 | 「My memories of Def Jam Recordings」                                          |
| いとうせいこう | 2016年6月29日 | 「普段のお気に入りの曲」                                                       |

## 番組スタッフ
- 演出：有田直美（以前はディレクター）
- 「オトナの！」制作パートナー：goomo、ダイジョブス（以前は制作協力）
- 構成：ビル坂恵、あないかずひさ、小幡真弘/美濃部達宏
- ブレーン：水野重幸
- 編成：岸田大輔→片桐まゆ（TBS）
- 営業統括：佐藤功一
- ディレクター：阿部さちよ/塚本洋史、橋本詳吾、日野智文、松井美保、丸谷水希、村松茂樹
- AP：江原里実、竹田千夏
- Webスタッフ：樋上祐未
- 総合プロデューサー：杉田謙二
- プロデューサー：住田興一、角田陽一郎（TBS）、前島隆昭（以前は演出担当）
- 技術協力：オムニバス・ジャパン 他
- 美術協力：アックス
- 制作協力：トリム、glass、No Fee 他
- 製作・著作：TBS

## オトナの！フェス
番組連動企画として、2013年より音楽&トークLive「オトナの！フェス OTO-NANO FES！」を開催している。
司会はいとうせいこう、ユースケ・サンタマリア。
| 開催日        | 会場           | 出演アーティスト | 放送日                    |
| ------------- | -------------- | --- | ------------------------- |
| 2013年1月23日 | 赤坂BLITZ      | WORLD ORDER、KREVA、Chara、七尾旅人、RHYMESTER                                                                           | 2013年2月6日・13日・20日  |
| 2014年3月6日  | 赤坂BLITZ      | ACIDMAN、黒夢、ゲスの極み乙女。、神聖かまってちゃん、PUSHIM                                                              | 2014年4月9日・16日・23日  |
| 2015年3月12日 | Zepp DiverCity | フジファブリック、大森靖子、坂口恭平、ASIAN KUNG-FU GENERATION、 the telephones、DJダイノジ、岩崎愛(オープニングアクト） | 2015年4月15日・22日・29日 |
| 2016年5月23日 | Zepp DiverCity | METAFIVE、岡村靖幸、DJ 高木完、Seiho、大森靖子                                                                           | 2016年6月15日・22日・29日 |

## オトナの！フェス NEXT
「オトナの！フェス NEXT」ではいとうとユースケが推薦する、今後のミュージックシーンを先導するような“NEXTアーティスト”たちが“NEXTオトナ”世代へ向けてパフォーマンスを披露する。さらにNTTドコモの協力による“NEXT技術”を使った360度カメラ収録やバーチャルリアリティ映像の体験ブースなどでイベントを盛り上げる。
司会は、マギーとDJダイノジ。
| 回  | 開催日       | 会場      | 出演アーティスト                                                                                        | 放送日        |
| --- | ------------ | --------- | --- | ------------- |
| 001 | 2015年6月8日 | 赤坂BLITZ | GLIM SPANKY、THE TON-UP MOTORS、DJみそしるとMCごはん、 tricot、Bentham、タグチハナ(オープニングアクト） | 2015年8月17日 |

## 書籍
角田陽一郎 編『オトナの!格言』河出書房新社、2014年12月24日。ISBN 978-4-309-02351-9。